# Dulibî, Hoșcea
Dulibî (în ucraineană Дуліби) este o comună în raionul Hoșcea, regiunea Rivne, Ucraina, formată numai din satul de reședință.

## Demografie
Componența lingvistică a comunei Dulibî
     Ucraineană (99,64%)
     Alte limbi (0,36%)
Conform recensământului din 2001, majoritatea populației comunei Dulibî era vorbitoare de ucraineană (99,64%), existând în minoritate și vorbitori de alte limbi.